# Pienso en tu mirá
Pienso en tu mirá (ufficialmente Pienso en tu mirá – Cap 3: Celos) è un singolo della cantante spagnola Rosalía, pubblicato il 24 luglio 2018 come secondo estratto del secondo album in studio El mal querer.

## Video musicale
Il video musicale, diretto da Canada, è stato reso disponibile il 24 luglio 2018.

## Tracce
Testi di Rosalía Vila e Antón Álvarez, musiche di Rosalía Vila e Pablo Díaz-Reixa.
1. Pienso en tu mirá – 3:13

## Formazione
Musicisti
- Rosalía – voce, cori, ad-lib, tastiera, basso, arrangiamento
- El Guincho – 808, ad-lib, tastiera, basso, armonizzatore, arrangiamento
- Milagros – cori
- Ana Molina Hita – direzione d'orchestra

Produzione
- El Guincho – produzione, registrazione
- Rosalía – produzione
- Jaycen Joshua – missaggio
- Jacob Richards – assistenza al missaggio
- Rashawn McLean – assistenza al missaggio
- Mike Seaberg – assistenza al missaggio
- Chris Athens – mastering
- Brian Hernández – registrazione

## Classifiche

### Classifiche settimanali
| Classifica (2018) | Posizione massima |
| ----------------- | ----------------- |
| Spagna            | 5                 |

### Classifiche di fine anno
| Classifica (2018) | Posizione |
| ----------------- | --------- |
| Spagna            | 47        |